# Sandy Martin (chính khách)
Alexander Gordon Martin (sinh ngày 2 tháng 5 năm 1957) là một chính trị gia người Anh, từng là Thành viên Quốc hội (MP) cho Ipswich từ ngày 9 tháng 6 năm 2017 đến ngày 6 tháng 11 năm 2019. Một thành viên của Đảng Lao động, ông đã được bầu trong tổng tuyển cử năm 2017, đánh bại đương nhiệm đảng Bảo thủ Ben Gummer. Vào ngày 25 tháng 10 năm 2018, ông trở thành Bộ trưởng Bóng tối về Xử lý chất thải và Tái chế.  Ông đã bị đánh bại tại tổng tuyển cử năm 2019.

## Tuổi thơ
Martin sinh ngày 2 tháng 5 năm 1957; cha ông là diễn viên quá cố người Scotland Trevor Martin. Martin đã hát như một người hát trong Nhà thờ Winchester từ năm 8 đến 13 tuổi. Sau khi cha mẹ ông li dị, Martin chuyển cùng mẹ và anh chị em của ông đến Halesworth ở Suffolk vào năm 1971. Ông làm việc tại Hội đồng Hòa bình Quốc gia ở London 1983 – 1987 và Ủy thác Quốc gia tại Dunwich Heath từ năm 1989 đến năm 1992. Martin chuyển đến Ipswich để sống với bạn đời của mình vào năm 1993 và làm việc tại Trung tâm tài nguyên cộng đồng Ipswich từ năm 1994 đến năm 1996. Năm 1995, ông đảm nhận vai trò Điều phối viên của những người bạn của Trái đất, mà ông đã từ bỏ vào năm 1997 sau khi đắc cử vào Hội đồng quận Suffolk.

## Đời tư
Martin là người đồng tính, và đã sống với bạn đời dân sự của mình trong hơn 25 năm.